# Anicius Petronius Probus
Anicius Petronius Probus (fl. aut. 406) était un homme politique de l'Empire romain.

## Vie
Il est le fils de Sextus Claudius Petronius Probus et de sa femme Anicia Faltonia Proba.
Il était consul en 406.